# Battleship (cohetes)
En el mundo de la coheteria, un battleship es un cohete o un Cohete multietapa de pruebas, es decir, que es usado para probar la configuración y la integridad de una Lanzadera espacial, pero nunca será operativo.
Este término no debe confundirse con Boilerplate que alude a una nave espacial no funcional (un prototipo que nunca será lanzado).
Una versión "battleship" de un cohete utiliza gruesos tanques de propulsante de acero inoxidable o de otros metales no corrosivos en lugar de los de aluminio de peso ligero que suele llevar la versión operativa. Esto se hace principalmente para probar los motores de líquidos de forma operacionalo y la configuración del depósito de carburante de forma pasiva.